# Avenue de Fontenay
L’avenue de Fontenay est une avenue située dans 12e arrondissement à la limite de Fontenay-sous-Bois. 

## Origine du nom

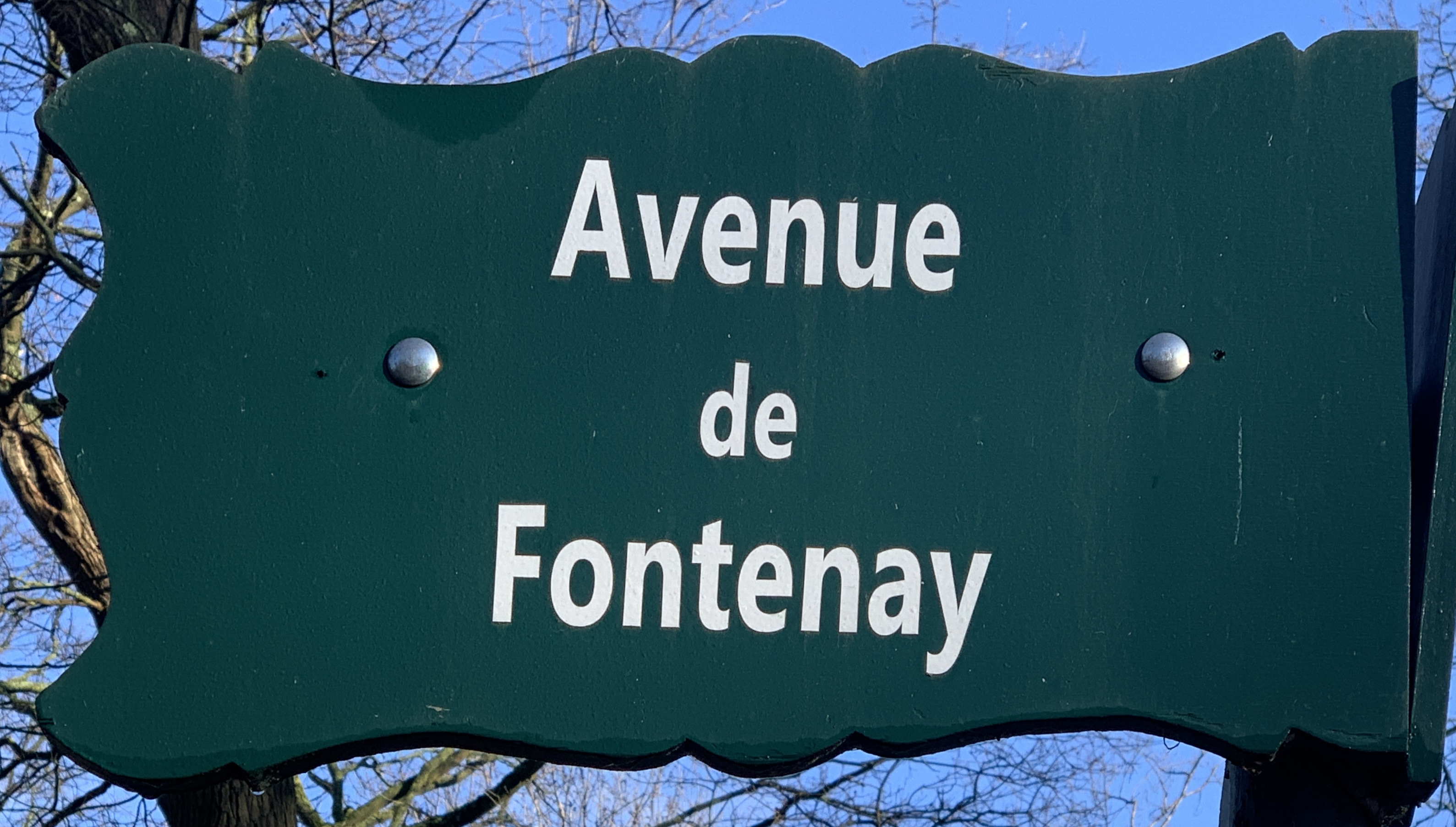
Plaque de l'avenue.

La voie doit son nom au fait qu'elle mène à la commune de Fontenay-sous-Bois. 